# مجيد حميد عارف
مجيد حميد علي عارف هو أستاذ في الاثنوغرافيا والانثروبولوجيا، من مواليد قره داغ، سليمانية شمال شرق العراق، من عائلة كردية عراقية.

## التاريخ
نال شهادة الدكتوراه من أكاديمية العلوم السوفيتية- معهد الاثنوغرافيا في موسكو، وعاد ليعمل في التدريس بقسم علم الاجتماع- كلية الآداب- جامعة بغداد منذ تخرجه في بداية السبعينات وحتى منتصف التسعينات حيث غادر العراق مرغما بسبب سوء أوضاع التدريس في العراق جراء المناخ السياسي العام وظروف الحصار الاقتصادي على العراق.
ألّف حوالي أحد عشر كتابا أهمها:
- الاثنولوجيا والفولكلور - الانثروبولوجيا الحضرية - اثنوغرافيا الوطن العربي - انثروبولوجيا الاتصال، دار الحكمة، بغداد، 1990. - اثنوغرافيا شعوب العالم، طبع جامعة الموصل، 1990.
- ثقافات وشعوب، دار الكتب، بغداد، 1993.
- الاثنوغرافيا والأقاليم الحضارية، مطابع جامعة الموصل، 1984.[1]

أشرف على العديد من رسائل الماجستير والدكتوراه في جامعة بغداد. وله عشرات المقالات والبحوث التي نشرت في عدة دوريات عراقية وعربية وعالمية.
تلقى دعوة من جامعة كوبنهاغن في الدنمارك للتدريس في معهد الانثروبولوجيا، وذلك في عام 1992، ولكن السلطات الحكومية في العراق وقتها لم تسمح له بالسفر.
يعمل حاليا أستاذا في معهد الدفاع في مونتريه- كاليفورنيا- الولايات المتحدة. شارك في عدة مؤتمرات دولية ابرزها المؤتمر العاشر للعلوم الانثروبوليوجي، ببحث عن الطب الشعبي عن الأكراد، في الهند عام 1978. يجيد التحدث باللغات: العربية، الكردية، الروسية، التركية، الإنكليزية.

## المصدر
موسوعة علم الاجتماع في العراق، مجلة علوم إنسانية.